# Grażyna Marzec
Grażyna Marzec (ur. 5 maja 1946 w Rzeszowie) – polska aktorka.

## Życiorys
W 1968 ukończyła studia w Państwowej Wyższej Szkole Teatralnej w Krakowie.
Żona aktora Olgierda Łukaszewicza.

## Filmografia
- 1969: Tam gdzie indziej (spektakl telewizyjny) - obsada aktorska
- 1969: Pierwszy dzień wolności (spektakl telewizyjny) - mówczyni
- 1969: Ostatnie dni - dziewczyna z Tarnopola
- 1970: Album polski - matka Tomasza
- 1971: Złote koło - Barbara, dziewczyna Rokity
- 1971: Samochodzik i templariusze - Iwona
- 1971: Las (spektakl telewizyjny) - Aksinie Daniłowa
- 1971: Jegor Bułyczow i inni (spektakl telewizyjny) - obsada aktorska
- 1972: Sonata widm (spektakl telewizyjny) - obsada aktorska
- 1972: Schadzka (spektakl telewizyjny) - Izabella
- 1974: Tak tu cicho o zmierzchu (spektakl telewizyjny) - Sonia Gurwicz
- 1974: Stracony syn (spektakl telewizyjny) - Natasza
- 1974: Najważniejszy dzień życia - Anna, sekretarka Sochackiego
- 1974: Mienie (spektakl telewizyjny) - Róża
- 1975: Żywa maska (spektakl telewizyjny) - Frida
- 1976: Klara i Angelika - młoda aktorka
- 1977: Sołdaty i swobody - współzałożycielka KRN z ramienia ZWM
- 1977: Lekcja niemieckiego (spektakl telewizyjny) - Milka
- 1977: Biohazard - Meg
- 1979: Tajemnica enigmy - Irena Rejewska (odc. 1, 3, 6, 8)
- 1979: Sekret enigmy - Irena Rejewska
- 1986: Tulipan (serial telewizyjny) - Halina (odc. 6)
- 1987: Iwona, księżniczka Burgunda (spektakl telewizyjny) - dama dworu
- 1988: Oficyna (spektakl telewizyjny) - pani Frank
- 1989: Małżeństwo Marii Kowalskiej (spektakl telewizyjny) - żona Jerzego
- 1991: Kean (spektakl telewizyjny) - Amy
- 1997: Dziady (spektakl telewizyjny) - obsada aktorska
- 1998: Klan (serial telewizyjny) - Mazurkiewicz
- 1998: Siedlisko (serial telewizyjny) - Danuta Zarzycka
- 2000: Śmierć za śmierć, czyi dobry chłopiec (spektakl telewizyjny) - matka ze stowarzyszenia
- 2001: Miasteczko - lekarka
- 2001: Na dobre i na złe - Maria Sarnecka, dyrektorka domu dziecka (odc. 63-64)
- 2004: Vinci - pani dziekan
- 2004-2005: M jak miłość - Wanda Kalicka, ciotka Hanki
- 2005: Oficer (serial telewizyjny) - położna (odc. 12)
- 2005: Klinika samotnych serc - Szubałowa (odc. 3)
- 2007-2011: Plebania (serial telewizyjny) - Michalina
- 2008: Glina (serial telewizyjny) - aktorka Irena Krauze (odc. 22-23)
- 2009: Generał Nil - pielęgniarka
- 2010: Na dobre i na złe - opiekunka Krzysztofa
- 2010: Joanna (film 2010) - siostra zakonna
- 2012: Czas honoru - matka Wasilewskiego (odc. 62)
- 2013: Komisarz Alex - Teresa Wrońska (odc. 42)
- 2014: Ojciec Mateusz - Wanda (odc. 137)
- 2016: Ojciec Mateusz - Krystyna Fałęcka (odc. 205)
- 2016: Blondynka - właścicielka domu (odc. 62)
- 2018: Lombard. Życie pod zastaw - klientka lombardu
- 2018-2019: Pierwsza miłość (serial telewizyjny) - Leokadia